# Kitamura Kunio
Kitamura Kunio (Sizuoka prefektúra, 1968. augusztus 4. –) japán labdarúgó.

## Futsal-világbajnokság
A japán válogatott tagjaként részt vett az 1989-es futsal-világbajnokságon.